# Самміт (Південна Кароліна)
Самміт (англ. Summit) — місто (англ. town) в США, в окрузі Лексінгтон штату Південна Кароліна. Населення — 423 особи (2020).

## Географія
Самміт розташований за координатами 33°55′29″ пн. ш. 81°25′21″ зх. д. / 33.92472° пн. ш. 81.42250° зх. д. (33.924636, -81.422583).  За даними Бюро перепису населення США в 2010 році місто мало площу 3,86 км², уся площа — суходіл.

## Демографія
Згідно з переписом 2010 року, у місті мешкали 402 особи в 146 домогосподарствах у складі 119 родин. Густота населення становила 104 особи/км².  Було 160 помешкань (41/км²).
Расовий склад населення:
| - 91,0 % — білих - 8,0 % — чорних або афроамериканців - 0,2 % — корінних американців |

До двох чи більше рас належало 0,7 %. Частка іспаномовних становила 1,7 % від усіх жителів.
За віковим діапазоном населення розподілялося таким чином: 25,6 % — особи молодші 18 років, 62,5 % — особи у віці 18—64 років, 11,9 % — особи у віці 65 років та старші. Медіана віку мешканця становила 35,4 року. На 100 осіб жіночої статі у місті припадало 91,4 чоловіків;  на 100 жінок у віці від 18 років та старших — 90,4 чоловіків також старших 18 років.
Середній дохід на одне домашнє господарство  становив 59 441 долар США (медіана — 56 369), а середній дохід на одну сім'ю — 60 040 доларів (медіана — 56 591). Медіана доходів становила 47 188 доларів для чоловіків та 28 611 долар для жінок. За межею бідності перебувало 11,5 % осіб, у тому числі 15,2 % дітей у віці до 18 років та 16,4 % осіб у віці 65 років та старших.
Цивільне працевлаштоване населення становило 242 особи. Основні галузі зайнятості: освіта, охорона здоров'я та соціальна допомога — 20,7 %, будівництво — 18,2 %, виробництво — 14,9 %.